# Ectropothecium burmense
Ectropothecium burmense är en bladmossart som beskrevs av Edwin Bunting Bartram 1954. Ectropothecium burmense ingår i släktet Ectropothecium och familjen Hypnaceae. Inga underarter finns listade i Catalogue of Life.